# 古田新太
古田 新太（ふるた あらた、1965年12月3日 - ）は、日本の俳優、声優、DJ。本名：古田 岳史（ふるた たけふみ）。愛称は古ちん。
兵庫県神戸市垂水区出身。リコモーション所属。妻は元タレントの西端弥生。
芸名である「新太」は父（熊本県出身）の本名に由来する。当初は同じ表記の「新（あらた）」だったが、劇団☆新感線のチラシに「新太（あらた）」と誤記されたのをきっかけに今の芸名になった。

## 来歴
少年時代は、ジャイアント馬場やロックグループのKISSに憧れていたが、小学校の行事でミュージカルを観た際、「役者になれば色んな人間になることができる」と思い俳優を志す。
中学校には演劇部がなかったため、「役者には体力も必要だ」という思いから運動部に所属した。中学校に入ってからバンドを組み、高校ではライブハウスに出演する傍ら演劇部に所属し、木下順二の戯曲『夕鶴』の与ひょう（よひょう）や別役実の作品に出演していた。お笑い好きであり、コントユニットを結成して活動していたこともある。高校生時代の17歳の時、「マンガ好きな若者」として、NHK教育テレビジョン『YOU』にパネラーとして出演していた。
1984年、兵庫県立伊川谷高等学校卒業後、大阪芸術大学芸術学部舞台芸術学科ミュージカルコース入学。しかし三年次から学費を払っていなかったため、後に除籍処分を受ける（大学側の手違いで四年の授業にも滞りなく出席していたが、卒業間際に発覚し除籍となった）。在学中は秋浜悟史に師事し、「下手な演技力をどうごまかすか」などの実践に役立つ実習を受ける。
同年、「太陽族」という劇団に所属していたが、大学の先輩である渡辺いっけいに誘われて『劇団☆新感線』公演『宇宙防衛軍ヒデマロ』に出演。当時の新感線の公演には2000人近い集客があり儲かる、と渡辺に言われ（「モテるぞ」と誘ったという渡辺自身の証言もある）一度だけの約束で参加したがいつの間にか所属俳優にされていた。が、渡辺と筧利夫が同時期に脱退してしまい集客が激減。当然まったく儲からず、後に古田は「渡辺いっけいに騙された」と笑い話にしている。しかし、この移籍がきっかけで現在の事務所に所属し、以後多くの作品に出演。現在でも新感線の看板俳優として活躍中。同時期に活躍していた俳優には羽野晶紀などがいる。なお、プライベートで不祥事を起こして劇団ビタミン大使ABCに所属したことがある。
売れていなかったころは、道頓堀の金龍ラーメンでアルバイトをしていた。
自身および新感線の代表的な舞台でもある『髑髏城の七人』では、主役と悪役を一人二役で演じた。
関西学生演劇ブームに乗り、関西を中心にテレビ番組にも出演するようになる。読売テレビのコント番組『現代用語の基礎体力』（1989年）、『ムイミダス』（1990年）、『未確認飛行・ぶっとい』（1991年）などの深夜番組で、『劇団そとばこまち』の槍魔栗三助（現在の生瀬勝久）や羽野晶紀らとレギュラー出演して評判を呼ぶ。番組の成功とともに、古田自身もラジオ番組『オールナイトニッポン』のパーソナリティを務めるなど全国区に進出。『オールナイトニッポン』には長年担当していたビートたけしの後継として木曜1部に登場し、容赦ない下ネタと自身の大好きなハードロックをかけまくるプログラムで大きな支持を得たが、特に下ネタの過激さは相当なもので、『オールナイトニッポン』放送開始から終了までにスタッフが始末書を書かなかった週は2回しかなかったとも言われる。ハードロック・ヘヴィメタルを流していたことに関してはタクシーの運転手の間で評判が悪く苦情の声があったが、古田はこの件に関し「いやいや、おいらはタクシーの運ちゃんに向かって放送してるんじゃなくて、36局ネットというのを利用してAMでハードロックが聴けない地方の学生のためにやってるんだ！」と反論し、最終回まで徹底して流し続けた。キャッチフレーズは「世界で一番偏差値が低いラジオ番組」であった。
同じ時期、大阪での活躍が認められ、夢の遊眠社や第三舞台の公演への出演も増える。
舞台以外にもテレビドラマ、バラエティなどにも出演しており、タレント、声優、ラジオパーソナリティとしても活躍。また雑誌のコラムを手がけるなど、俳優の活動にこだわらず様々なジャンルで活躍している。
2002年に代表作の1つである『木更津キャッツアイ』でオジー役を演じているが、当時舞台の仕事があったため、どうしても途中降板する必要があった。そのために、脚本の宮藤官九郎にオジーを死亡させてほしいと志願し脚本が書き換えられ、結果的に前半のクライマックスシーンかつ『木更津キャッツアイ』の代表的シーンとなった。
2011年には事務所が運営する劇場「CBGKシブゲキ!!」（同年9月9日オープン）の劇場アドバイザーを務める。また、同劇場のスーパーマスコット「ふるちん」のモチーフとなっている。
2013年にはドラマ『あまちゃん』では、元ダンサーのアイドルプロデューサー 荒巻太一役を演じた。ドラマ内で踊るシーンがあり、「暦の上ではディセンバー」の振り付け担当をした振付け師の木下菜津子から「実は古田さんがいちばんうまい。私の振りを見ただけでダンスをすべて覚えてしまうんです」と古田のダンスを評価している。また、「暦の上ではディセンバー」は『とんねるずのみなさんのおかげでした』「食わず嫌い王決定戦」（2013年9月5日放送）の罰ゲームで披露している。
音楽好きが高じて、2017年から♀田名義で「♀フェス ～日本一おもろいバンド決定戦～」を個人で開催する。参加バンドには打首獄門同好会やヤバイTシャツ屋さん、四星球などがいる。
2024年3月、自宅で転倒し、頭部を50針縫う大けがを負う。

## 人物

### 家族
- 妻は元タレントの西端弥生。一女あり。
- 若いころから女性問題や離婚の危機などをメディアに書きたてられることもあったが、家族思いでありトーク番組で嬉々として娘のことを語る一面もある[9]。

### 交友関係
- 無名時代は勝村政信の実家に度々泊まっていた。

### 趣味・嗜好
- アメリカのプロレス団体WWEのファンであり、テレビ出演の際にも色んなスーパースターのTシャツを着ていたり帽子を被っている。なお、着用するTシャツ・帽子などのグッズは全て私物である。
- 特に若いころは、細身であり食事に対する執着心が薄かった[10][出典無効]。
- 喫煙と飲酒については「誰になんと言われようがやめられない」と語るほど執着している[11]。2018年のドラマの完成披露試写会の際には、昨今の禁煙ブームについて語り、「ランチの時間にたばこが吸えないというのはどういうことか。本当につらい」「愛煙という言葉もわかっていただきたい」と不満を述べている[12]。

### 思想・信条
- 確固たるポリシーがあって、携帯電話は持っておらずアナログ人間の側面も持つ。

## 受賞歴
- 2003年 第37回ザテレビジョンドラマアカデミー賞 助演男優賞（『ぼくの魔法使い』）[13]
- 2010年 第45回紀伊國屋演劇賞 個人賞
- 2022年 第31回日本映画批評家大賞 主演男優賞（『空白』）
- 2022年 第43回ヨコハマ映画祭 主演男優賞（『空白』）
- 2024年 第45回松尾芸能賞 優秀賞[14]

## 出演

### テレビドラマ
- 29才（NHK総合）
- さくらももこランド・谷口六三商店（1993年4月 - 6月、TBS）
- 日曜はダメよ #1（1993年4月、日本テレビ） - 刃物男 役
- 新・半七捕物帳（1997年4月 - 8月、NHK総合）
- 踊る大捜査線 歳末特別警戒スペシャル（1997年12月30日、フジテレビ） - 現金輸送車強奪犯 役
- 木綿のハンカチ2〜ライトウインズ物語（1998年8月 - 10月、NHK BS2）
- 大河ドラマ（NHK総合）
  - 元禄繚乱（1999年） - 山村屋金兵衛 役
  - 新選組!（2004年） - 有馬藤太 役
  - どうする家康（2023年） - 足利義昭 役
- Over Time-オーバー・タイム 第1話（1999年1月 - 3月、フジテレビ） - 篠原 役
- コワイ童話「人魚姫」（1999年5月17日 - 6月7日、TBS）
- 燃えろ!!ロボコン 第19話（1999年6月6日、テレビ朝日） - 満点さん 役
- 月曜ドラマスペシャル ホステス探偵危機一髪1「間違いだらけの連続殺人!」（1999年6月14日、TBS） - 本間拓郎 役
- 松本清張特別企画・顔（1999年10月7日、TBS）
- 池袋ウエストゲートパーク（2000年4月 - 6月、TBS） - ヘビーE 役
- スタアの恋（2001年10月 - 12月、フジテレビ） - 牛山護 役
- ナースマン 第1話（2002年1月 - 3月、日本テレビ）
- 木更津キャッツアイ（2002年1月 - 3月、TBS） - オジー 役
- 眠れぬ夜を抱いて（2002年4月 - 6月、テレビ朝日） - 葛井忠道役
- ぼくが地球を救う（2002年7月 - 9月、TBS） - 渋谷是広 役
- HR #8（2002年、フジテレビ） - 田淵ジョー 役
- ホーム&アウェイ #2（2002年、フジテレビ） - トラックの運転手 役
- 恋人はスナイパー（2002年12月24日、テレビ朝日） - 八雲 役
- 暴れん坊将軍 最終回スペシャル 「黄金の島佐渡!吉宗を狙う美女軍団!?凶悪、鬼火一族との激闘!!」（2003年4月7日、テレビ朝日）
- ぼくの魔法使い（2003年4月 - 7月、日本テレビ） - 田町浩二 役
- クニミツの政（2003年7月 - 9月、フジテレビ） - 吾妻光明 役
- マンハッタンラブストーリー（2003年10月 - 12月、TBS）
- ニコニコ日記（2003年8月 - 10月、NHK総合） - 松本泉 役
- ハコイリムスメ!（2003年10月 - 12月、フジテレビ） - 山田十郎太 役
- 天の瞳3（テレビ朝日）
- ああ探偵事務所 #1（2004年7月、テレビ朝日） - シゲ 役
- 30minutes #1（2004年10月、日本テレビ） - ゲスト
- 87%（2005年1月 - 3月、日本テレビ） - 杉山鉱一郎 役
- 富豪刑事 第8話（2005年3月3日、テレビ朝日） - 大蔵健吉 役
- 青春の門〜筑豊篇〜（2005年3月21日・2005年3月22日、TBS）
- 離婚弁護士II〜ハンサムウーマン〜 第2回（2005年4月、フジテレビ） - 中村武 役
- タイガー&ドラゴン 第5話（2005年5月13日、TBS） - 上方まるお 役
- はるか17（2005年7月 - 9月、テレビ朝日） - 福原剛史 役
- 火曜サスペンス劇場「軽井沢ミステリー7・巣づくり」（2005年7月26日、日本テレビ） - 明石順二役
- プリマダム（2006年4月 - 6月、日本テレビ） - 万田高太郎 役
- ギャルサー（2006年4月 - 6月、日本テレビ） - ジェロニモIII世 役
- 下北サンデーズ（2006年7月 - 9月、テレビ朝日） - 下馬伸明 役
- 僕たちの戦争（2006年9月17日、TBS） - 尾島勝利 役
- 斉藤さん（日本テレビ） - 望月正行 役
  - 斉藤さん（2008年1月 - 3月）
  - 斉藤さん2 第7話（2013年8月31日）
- 佐々木夫妻の仁義なき戦い（2008年1月 - 3月、TBS系） - 猪木鉄男 役
- 夢をかなえるゾウシリーズ（日本テレビ/読売テレビ） - ガネーシャ 役
  - 夢をかなえるゾウ 男の成功篇（2008年10月2日）
  - 夢をかなえるゾウ 女の幸せ篇（2008年10月 - 12月）
- オー!マイ・ガール!!（2008年10月 - 12月、日本テレビ） - 菅原弘文役
- イケ麺そば屋探偵〜いいんだぜ!〜シリーズ（日本テレビ） - 池田政彦 役
  - イケ麺そば屋探偵〜いいんだぜ!〜（2009年4月 - 6月）
  - イケ麺新そば屋探偵〜いいんだぜ!〜（2009年7月 - 9月）
- 不毛地帯（2009年10月 - 2010年3月、フジテレビ） - 芦田国雄 役
- 左目探偵EYE（2010年1月 - 3月、日本テレビ) - 矢田部洋二 役
- ハンチョウ〜神南署安積班〜シリーズ2 第5話ゲスト（2010年2月8日、TBS）- 柏木陽一 役
- ヤンキー君とメガネちゃん（2010年4月 - 6月、TBS） - 品川宙太 役
- 四つ葉神社ウラ稼業 失恋保険〜告らせ屋〜（2011年4月 - 6月、日本テレビ〈ytv制作〉） - 戸倉英太郎 役
- 勇者ヨシヒコと魔王の城 第6・8話ゲスト（2011年8月12日・26日、テレビ東京） - 盗賊E 役
- 月曜ゴールデン / 浅見光彦シリーズ30回記念作品「化生の海」（2011年9月19日、TBS） - 小林刑事 役
- 専業主婦探偵〜私はシャドウ（2011年10月 - 12月、TBS） - 十島丈二 役
- らんま1/2（2011年12月9日、日本テレビ） - 早乙女玄馬 役
- とんび（2012年1月7日・14日、NHK総合） - 照雲 役
- 13歳のハローワーク（2012年1月 - 3月、テレビ朝日） - 高野清文 役
- レジデント〜5人の研修医（2012年10月 - 12月、TBS） - 田淵育男 役
- 連続テレビ小説（NHK総合）
  - あまちゃん（2013年4月 - 9月） - 荒巻太一 役
  - とと姉ちゃん（2016年8月30日 - 10月1日） - 赤羽根憲宗 役
  - エール 第28回 - （2020年5月6日 - ） - 廿日市誉 役
- 押忍!!ふんどし部!（2013年4月 - 6月、テレビ神奈川） - 車先輩 役
- 間違われちゃった男（2013年4月 - 6月、フジテレビ） - 主演・沢木裕次郎 役
- 連続ドラマW（WOWOW）
  - 震える牛（2013年6月 - 7月） - 八田富之 役
  - 闇の伴走者（2015年4月 - 5月）- 主演・醍醐真司 役[15]
    - 闇の伴走者〜編集長の条件（2018年3月 - 4月 ）

  - だから殺せなかった（2022年1月9日 - 2月6日） - 石橋光男 役
  - フィクサー Season3（2023年10月8日 - 11月5日） - 大貫英一 役[16]
- 隠蔽捜査（2014年1月 - 3月、TBS） - 主演・伊丹俊太郎 役（杉本哲太とのW主演）
- ロング・グッドバイ（2014年4月 - 5月、NHK総合） - 上井戸譲治 役
- BORDER 警視庁捜査一課殺人犯捜査第4係（テレビ朝日） - 赤井 役
  - BORDER 警視庁捜査一課殺人犯捜査第4係（2014年4月 - 6月）
  - BORDER 贖罪（2017年10月29日）
- 信長協奏曲 第6話・第8話・第9話・最終話（2014年11月17日・12月1日・8日・22日、フジテレビ） - 松永弾正久秀 役
- ドクターX〜外科医・大門未知子〜 第7話 - 最終話（2014年11月20日 - 12月18日、テレビ朝日） - 富士川清志郎 役
- 限界集落株式会社 第4話（2015年2月21日、NHK総合） - 南部猫助 役
- リスクの神様（2015年7月 - 9月、フジテレビ） - 種子島敏夫 役
- 新春スペシャルドラマ「坊っちゃん」（2016年1月3日、フジテレビ） - 山嵐 役[17]
- 松本清張ドラマスペシャル 黒い樹海（2016年3月13日、テレビ朝日） - 佐敷泊雲 役
- 逃げるは恥だが役に立つ（TBS） - 沼田頼綱 役
  - 連続ドラマ（2016年10月11日 - 12月20日）
  - ガンバレ人類! 新春スペシャル!!（2021年1月2日）
- 警視庁 ナシゴレン課（2016年10月 - 12月、テレビ朝日） - 石鍋幹太 役[18]
- 獄門島（2016年11月19日、NHK BSプレミアム） ‐ 鬼頭儀兵衛 役
- 僕たちがやりました（2017年7月 - 9月、フジテレビ/関西テレビ） ‐ 輪島宗十郎 役
- 下北沢ダイハード（2017年7月 - 9月、テレビ東京） - ジョン幕練 役（案内人）
- 民衆の敵〜世の中、おかしくないですか!?〜（2017年10月 - 12月、フジテレビ） - 犬崎和久 役[19]
- BS時代劇 小吉の女房（2019年1月11日 - 3月1日、NHK BSプレミアム） - 勝小吉 役[20]
  - BS時代劇 小吉の女房2（2021年4月2日 - 5月14日、NHK BSプレミアム）[21]
- 俺のスカート、どこ行った?（2019年4月20日 - 6月22日、日本テレビ） - 主演・原田のぶお 役[22]
- Iターン（2019年7月13日 - 9月28日、テレビ東京） - 主演・岩切猛 役（ムロツヨシとのダブル主演）[23]
- 全身刑事（2020年2月2日、テレビ朝日） - 羽倉樫弥 役
- 半沢直樹 第一部（2020年7月19日 - 8月9日、TBS） - 三笠洋一郎 役
- SUPER RICH（2021年10月14日 - 12月23日、フジテレビ） - 碇健二 役[24]
- 俺の可愛いはもうすぐ消費期限!?（2022年4月16日 - 6月11日、テレビ朝日） - おっさん 役[25][26]
- DORONJO / ドロンジョ（2022年10月7日 - 12月16日、WOWOW） - 軍沢 役[27]
- 忍者に結婚は難しい（2023年1月5日 - 3月16日、フジテレビ） - 月乃竜兵 役[28]
- ケイジとケンジ、時々ハンジ。 第1話 - 第4話（2023年4月13日 - 5月4日、テレビ朝日） - 江戸一 役[29]
- 藤子・F・不二雄 SF短編ドラマ『箱舟はいっぱい』（2023年6月4日、NHK BSプレミアム・BS4K） - 連絡員 役[30]
- となりのナースエイド（2024年1月10日 - 3月13日、日本テレビ） - 火神郁男 役[31][32]
  - となりのナースエイドSP2025（2025年1月11日、日本テレビ）[33]
- お別れホスピタル 第1話（2024年2月3日、NHK総合） - 本庄昇 役[34]
- 不適切にもほどがある! 第4話 - 最終話（2024年2月16日 - 3月29日、TBS） - 犬島ゆずる 役[35]
  - 不適切にもほどがある! スペシャル（2026年春〈予定〉、TBS）[36]
- 鬼平犯科帳 血頭の丹兵衛（2024年7月6日、時代劇専門チャンネル） - 血頭の丹兵衛 役[37]
- モンスター（2024年10月14日 - 12月23日、関西テレビ・フジテレビ） - 粒来春明 役[38][39]
- ノンレムの窓 2025・新春 第1話「前の車追ってください」（2025年1月5日、日本テレビ） - 主演・佐藤 役（中村倫也とW主演）[40]
- 大阪激流伝（2025年8月31日〈予定〉、NHK総合） - 語り（大阪城）[41]

### ウェブドラマ
- 伝染るんです。（2009年10月26日 - 12月、BeeTV） - かわうそ 役
- ROAD TO EDEN（2017年10月 - 12月、フジテレビオンデマンド、2018年1月 -、フジテレビ） - アダム 役
- 離婚しようよ（2023年6月22日、Netflix） - 石原ヘンリーK 役[42][43]
- 潜入捜査官 松下洸平（2023年9月5日 - 19日、TVer） - 本人 役[44][45]

### 映画
- 極道の妻たちシリーズ
  - 極道の妻たち_赫い絆（1995年） - 後藤信治 役
  - 極道の妻たち_赤い殺意（1999年） - 水原大樹 役
- トキワ荘の青春（1996年） - 森安直哉 役
- アトランタ・ブギ ATLANTA BOOGIE（1996年） - 松本 役
- ジャンク・フード JUNK FOOD（1998年） - 横山 役
- 郡上一揆 （2000年）
- 恋に唄えば♪（2002年） - 長老 役
- 忍風戦隊ハリケンジャー シュシュッと THE MOVIE（2002年） - 宇宙忍猿ヒザールの声 / 合体宇宙忍猿アシュラザールの声 役
- 魔界転生（2003年）
- HARD LUCK HERO（2003年）
- 木更津キャッツアイシリーズ - オジー 役
  - 木更津キャッツアイ 日本シリーズ（2003年）
  - 木更津キャッツアイ ワールドシリーズ（2006年）
- 昭和歌謡大全集（2003年） - サカグチ 役
- 解夏（2004年） - 清水博信 役
- 恋人はスナイパー 劇場版（2004年） - 八雲九平 役
- ゼブラーマン（2004年） - 焼き茄子屋の親父 役
- 逆境ナイン（2005年）
- クリスマス★クリスマス（2004年） - 杉沢ゲン 役
- 真夜中の弥次さん喜多さん（2005年）
- ホールドアップダウン（2005年） - 前田 役
- 東京ゾンビ（2005年） - 石原 役
- 東京フレンズ The Movie（2006年） - 和田岳志 役
- 花よりもなほ（2006年） - 貞四郎 役
- 陽気なギャングが地球を回す（2006年） - 田中 役
- カインの末裔（2007年） - 毛 役
- 1303号室（2007年）
- サイドカーに犬（2007年） - 近藤誠 役
- HERO（2007年） - 郷田秀次 役
- 隠し砦の三悪人 THE LAST PRINCESS（2008年）
- カンフーくん（2008年）
- 小森生活向上クラブ（2008年） - 小森正一 役 ※映画初主演
- 20世紀少年シリーズ - 春波夫 役
  - 20世紀少年 <第2章> 最後の希望（2009年）
  - 20世紀少年 <最終章> ぼくらの旗（2009年）
- シーサイドモーテル（2010年） - 太田勝俊 役
- 十三人の刺客（2010年）
- 毎日かあさん（2011年） - ゴンゾ 役
- 忍たま乱太郎（2011年） - 食堂のおばちゃん 役
- たとえば檸檬（2012年） - 愛を叫ぶ青年実業家（石山） 役
- 台風一家（2014年） - 森国義 役
- エイプリルフールズ（2015年） - ハンバーガー店オーナー 役
- 信長協奏曲（2016年） - 松永弾正久秀 役[46]
- TOO YOUNG TO DIE! 若くして死ぬ（2016年6月25日） - えんま校長 役[47][48]
- シン・ゴジラ（2016年） - 沢口警察庁長官官房長 役[49][50][1]
- 超高速!参勤交代 リターンズ（2016年9月10日） - 大岡忠相 役[51]
- 土竜の唄 香港狂騒曲（2016年12月23日） - 桜罵百治 役
- 阿修羅少女～BLOOD-C異聞～（2017年8月26日） - 甘粕 役
- DESTINY 鎌倉ものがたり（2017年12月9日） - 天頭鬼（声の出演）役（体：櫻井章喜）
- 一度死んでみた（2020年3月20日） - 野畑計の元同僚 役
- ヒノマルソウル〜舞台裏の英雄たち〜（2021年6月18日[注 1]） - 神崎幸一 役[54]
- 空白（2021年9月23日） - 主演・添田充 役[55]
- 仮面ライダー ビヨンド・ジェネレーションズ（2021年12月17日） - 百瀬秀夫 / 仮面ライダーセンチュリー 役[56][57]
- KAPPEI カッペイ（2022年3月18日） - 師範 役[58]
- ヴィレッジ（2023年4月21日） - 大橋修作 役[59]
- サイレントラブ（2024年1月26日 、ギャガ） - 柞田 役[60]
- 今日の空が一番好き、とまだ言えない僕は（2025年4月25日） - 佐々木 役[61][62]
- ゴリラホール（2025年公開予定） - 村中 役[63]
- ベートーヴェン捏造（2025年公開予定） - ベートーヴェン 役[64]
- 栄光のバックホーム（2025年公開予定） - 掛布雅之 役[65]

### オリジナルビデオ
- ミナミの遊侠伝 なんぼのもんやねん（1994年） - 主演・裕二 役
- 雀魔アカギ - 浦部 役
- プリズンホテル

### 舞台

#### 劇団☆新感線
- 『宇宙防衛軍ヒデマロ』シリーズ
- 『直撃! ドラゴンロック』シリーズ
- 『ゴローにおまかせ』シリーズ
- 『秋味 古田新太之丞・東海道五十三次地獄旅〜ハヤシもあるでヨ!〜』
- 『劇団☆新感線20周年記念公演豊年満作チャンピオン祭り秋味R 古田新太之丞東海道五十三次地獄旅〜踊れ!いんど屋敷〜』
- 『阿修羅城の瞳』
- 『スサノオ』
- 『髑髏城の七人』（1990年、1997年）
  - 『髑髏城の七人〜アカドクロ〜』（2004年）
  - 『髑髏城の七人～Season花～』（2017年）
  - 『修羅天魔～髑髏城の七人 Season極～』（2018年）
- 『仮名絵本西遊記』
- 『野獣郎見参!』
- 『花の紅天狗』
- 『大江戸ロケット』
- 『西遊記〜PSY U CHIC』
- 『天保十二年のシェイクスピア』
- 『七芒星』
- 『レッツゴー!忍法帖』
- 『吉原御免状』
- 『朧の森に棲む鬼』
- 『五右衛門ロック』（2008年7-8月）
- 『蜉蝣峠』（2009年3-5月）
- 『薔薇とサムライ〜GoemonRock OverDrive』（2010年3-5月）
  - 『薔薇とサムライ2 海賊女王の帰還』（2022年9-11月）
- 『鋼鉄番長』（2010年10-12月）
- 『シレンとラギ』（2012年4-7月）
- 『ZIPANG PUNK 〜 五右衛門ロックIII』（2012年12月-2013年2月）
- 『五右衛門 VS 轟天』（2015年5-9月）
- いのうえ歌舞伎《黒》black『乱鶯』（2016年3-5月）
- いのうえ歌舞伎《亞》alternative『けむりの軍団』（2019年7-10月）
- 劇団☆新感線41周年春興行　Yellow⚡新感線『月影花之丞大逆転』（2021年2月 - 5月）
- 『天號星』（2023年9月 - 11月）[66]
- いのうえ歌舞伎『バサラオ』（2024年7月 - 10月） - ゴノミカド 役[67]
- いのうえ歌舞伎『爆烈忠臣蔵〜桜吹雪 THUNDERSTRUCK』（2025年9月 - 12月〈予定〉）[68]

#### その他
- 三谷幸喜作『ヴァンプ・ショウ』（1992年）
- サードステージ『トランス』（1996年）
- ナイロン100℃『下北ビートニクス』（1996年）
- 野田地図『キル』（1997年）
- 野田地図『パンドラの鐘』（1999年）
- 蜷川幸雄演出『真情あふるる軽薄さ2001』（2001年）
- 新国立劇場公演『贋作・桜の森の満開の下』（2001年）
- ケラリーノ・サンドロヴィッチ作・演出『SLAPSTICKS』（2003年）
- アトリエ・ダンカン『欲望という名の電車』（2003年11月）
- パルコプロデュース『鈍獣』（2004年）
- G2プロデュース『こどもの一生』（2004年）
- 野田地図『走れメルス』（2004年 - 2005年）
- 野田地図『贋作 罪と罰』（2005年 - 2006年）
- 大人計画ウーマンリブvol.10『ウーマンリブ先生』（2006年11月）
- 蜷川幸雄演出『藪原検校』（2007年）
- 『禿禿祭』（2007年）
- ケラリーノ・サンドロヴィッチ作『犯さん哉』（2007年）
- パルコプロデュース『49日後…』（2008年）
- パルコプロデュース『リチャード三世』（演出：いのうえひでのり）（2008年12月 - 2009年2月）
- パルコプロデュース『印獣』（2009年)
- 野田地図『ザ・キャラクター』（2010年）
- 真心一座身も心も ザ・ファイナル『流れ姉妹〜エンド・オブ・バイオレンス〜』（2011年1-2月）
- 井上ひさし追悼ファイナル『たいこどんどん』（2011年5月、シアターコクーン）
- ケラリーノ・サンドロヴィッチ作『奥様お尻をどうぞ』(2011年7月30日 - 8月28日：本多劇場、9月1日 - 9月4日：梅田芸術劇場シアター・ドラマシティ、9月9日 - 9月11日：CBGKシブゲキ!!〈こけら落し公演〉)
- Parco Presents RICHARD O'BRIEN'S『ロッキー・ホラー・ショー』（2011年12月-2012年1月、2017年）
- 野田地図『MIWA』（2013年10-12月）
- パルコプロデュース『万獣こわい』（2014年3-6月)
- 大人の新感線『ラストフラワーズ』（2014年7-9月）
- パルコプロデュース『いやおうなしに』（2015年1-3月）
- ケラリーノ・サンドロヴィッチ作『ヒトラー、最後の20000年〜ほとんど、何もない〜』（2016年）
- 野田地図『贋作・桜の森の満開の下』（2018年9月1日 - 12日、11月3日 - 25日：東京芸術劇場プレイハウス、10月13日 - 10月21日：新歌舞伎座 (大阪)、10月25日 - 10月29日：北九州芸術劇場大ホール）
- 音楽劇『マニアック』（2019年1月19日 - 29日、森ノ宮ピロティホール / 2月5日 - 27日、新国立劇場 中劇場） - 八猪不二男 役[69]
- ケラリーノ・サンドロヴィッチ作『プラン変更～名探偵アラータ探偵、最後から7、8番目の冒険～』（2020年7月12日）
- ミュージカル『衛生』〜リズム＆バキューム〜（2021年7月9日 - 25日、TBS赤坂ACTシアター／7月30日 - 8月1日、オリックス劇場／8月9日 - 11日、久留米シティプラザ）
- COCOON PRODUCTION 2023「パラサイト」（2023年6月5日 - 7月2日、THEATER MILANO-Za / 7月7日 - 17日、新歌舞伎座） - 金田文平 役[70]
- ラヴ・レターズ〜2024 New Year Special〜（2024年1月24日、PARCO劇場） - アンディー 役[71]
- ケムリ研究室 no.4『ベイジルタウンの女神』（2025年5月6日 - 18日、世田谷パブリックシアター / 5月、兵庫県立芸術文化センター 阪急中ホール・久留米シティプラザ ザ・グランドホール / 6月、穂の国とよはし芸術劇場PLAT 主ホール・りゅーとぴあ 新潟市民芸術文化会館） - 王様 役[72]
- リーディングアクト『一富士茄子牛焦げルギー』（2026年1月15日 - 18日〈予定〉、サンケイホールブリーゼ / 1月29日 - 2月1日〈予定〉、渋谷区文化総合センター大和田 さくらホール） - おとん 役[73]

#### 公演中止
- ケラリーノ・サンドロヴィッチ作『欲望のみ』（2020年）
  - 2020年6月 - 7月に上演が予定されていたが[74]、新型コロナウイルスの感染拡大を受けての緊急事態宣言の延長に伴い公演を中止することが5月11日に発表された[75]。

### バラエティ
- IQエンジン（1989年、フジテレビ）
- 現代用語の基礎体力（1989年 - 1990年、読売テレビ）
- ムイミダス（1990年 - 1991年、読売テレビ）
- 怒涛のくるくるシアター（1990年 - 1992年、読売テレビ）
- ヤマタノオロチ2（1991年、フジテレビ）
- 未確認飛行ぶっとい（1991年、読売テレビ）
- ホレゆけ!スタア☆大作戦 〜まりもみ危機一髪!〜（2007年） - 池田政彦 役
- MANNINGEN（2007年 - 2009年、フジテレビ）
- 勝・新（KATSUARA）（2012年、WOWOW）
- フルタ家の不思議なテレビ（2013年8月20日・21日、NHK総合）
- 東京号泣教室 〜ROAD TO 2020〜（2013年10月12日-）
- リシリな夜（2014年1月20日・27日、フジテレビ）
- 深東京コネクション〜新宿3丁目界隈〜（2014年6月2日、NHK BSプレミアム） - 案内役（ナレーション）
- 関ジャム 完全燃SHOW（2015年5月10日 - 、テレビ朝日） - 支配人[76]
- くりぃむクイズ ミラクル9（テレビ朝日、不定期）
- セカンドの美学（NHK BSプレミアム） - 語り
  - 北斗の拳・ラオウ（2019年7月27日）[77]
  - ルパン三世・峰不二子（2019年9月21日）[78]
- 相葉雅紀の人生クイズ〜クイズ監修バカリズム〜（2022年11月3日、テレビ東京） - ゲスト解答者
- 罵倒村（2025年5月13日、Netflix）[79]

### テレビアニメ
- ポポロクロイス物語（1998年10月 - 1999年3月、テレビ東京） - ガミガミ魔王 役
- ONE PIECE “3D2Y” エースの死を越えて! ルフィ仲間との誓い（2014年8月30日、フジテレビ） - バーンディ・ワールド 役[80]
- 深夜!天才バカボン（2018年7月11日 - 9月26日、テレビ東京） - 主演・バカボンのパパ[81]、バリウムうんこ 役

### 劇場アニメ
- ホーホケキョとなりの山田くん （1999年） - 暴走族 役
- ギブリーズ episode2（2002年） - 奥ちゃん 役
- キャプテンハーロック -SPACE PIRATE CAPTAIN HARLOCK-（2013年） - ヤッタラン 役[82]
- ONE PIECE FILM GOLD（2016年） - ケント・ビーフJr.、ポーク 役[83]
- ルドルフとイッパイアッテナ（2016年） - デビル 役[84]
- ひるね姫 〜知らないワタシの物語〜（2017年） - 渡辺一郎 / ベワン 役[85]
- 劇場版ポケットモンスター キミにきめた!（2017年） - ボンジイ 役
- プロメア（2019年） - デウス・プロメス博士 役[86]
- ドラゴンクエスト ユア・ストーリー（2019年） - ブオーン 役

### ゲーム
- 二ノ国 漆黒の魔導士（2010年12月9日、ニンテンドーDS） - シズク 役

### 吹き替え
- 火山高（2001年） - ナレーション（日本公開版）
- 友へ チング（2002年） - イ・ジュンソク 役（ユ・オソン）※DVD・ビデオ版（関西弁）
- パディントンシリーズ - ヘンリー・ブラウン 役（ヒュー・ボネヴィル）
  - パディントン（2016年）[87]
  - パディントン2（2018年）[88]
  - パディントン 消えた黄金郷の秘密（2025年）[89]
- パワーレンジャー（2017年） - ゾードン 役（ブライアン・クランストン）[90]

### CM
- ライフカード「カードの切り方が人生だ」
- NTT東日本「フレッツ」（野球部顧問役として中居正広と共演）
- 大和證券グループ
- ロッテ「SPASH」（長澤まさみ、矢島美容室と共演）
- ロート製薬「モアストレッチ錠」
- アサヒ飲料「WONDA」（AKB48らと共演）
- サッポロビール 「サッポロ生ビール黒ラベル」 （妻夫木聡と共演）
- 大和ハウス工業
  - 「ベトナムにも」編 （役所広司、夏木マリらと共演）
  - 「新参者」編 （役所広司、井浦新らと共演）
  - 「湘南にも」編 （役所広司、塩見三省、尾美としのりらと共演）
- カゴメ「野菜一日これ一本」（東出昌大、平井理央と共演）
- NTTドコモ 新料金「ずっとドコモ」篇 （渡辺謙、堀北真希、勝地涼らと共演）
- SoftBank （竹内涼真、杉咲花らと共演）
- TISインテックグループ 「魔人登場」篇（千葉雄大と共演[91]）
- ネッツトヨタ広島
- ACジャパン（2023年度の日本眼科医会支援キャンペーン「バカボンのパパの提案」で『天才バカボン』のバカボンのパパの声で出演）

### ラジオ
- 青春アドベンチャー（NHK-FM）
  - くたばれ! ビジネスボーグ - 後藤千次 役
  - ヴァーチャル・ガール - アーノルド 役 （ナレーションも兼任）
  - BANANAFISH - ブランカ 役
  - ジュラシック・パーク - ジェナーロ 役
- 古田新太の夜な夜なニュースいぢり X-Radio バツラジ（TBSラジオ）
- 脳みそのお値段〜古田新太の特許の花道（TBSラジオ）
- ブジオ! 月曜日（TBSラジオ）
- ふるチン（TBSラジオ）
- 古田新太のオールナイトニッポン（ニッポン放送）
- Vジャンプ海賊ステーション（ニッポン放送）
- 古田新太と犬山犬子のサンデーおちゃめナイト（ニッポン放送）
- MBSヤングタウン土曜日→MBSヤングタウン水曜日（MBSラジオ）
- HEAVYMETAL BOMBER（TOKYO FM）

### 玩具
- 変身ベルト DXサイクロトロンドライバー（2022年3月）

## ディスコグラフィ

### キャラクターソング
| 発売日        | 商品名        | 歌                                   | 楽曲                               | 備考                                                 |
| ------------- | ------------- | ------------------------------------ | ---------------------------------- | ---------------------------------------------------- |
| 2018年8月24日 | BAKA-BONSOIR! | B.P.O -Bakabon-no Papa Organization- | 「BAKA-BONSOIR!」                  | テレビアニメ『深夜！天才バカボン』オープニングテーマ |
| 2018年8月24日 | BAKA-BONSOIR! | B.P.O -Bakabon-no Papa Organization- | 「BAKA-BONSOIR! Nano Order Remix」 | テレビアニメ『深夜！天才バカボン』関連曲             |

### その他参加作品
| 発売日        | 商品名                                 | 歌       | 楽曲                         | 備考                                |
| ------------- | -------------------------------------- | -------- | ---------------------------- | ----------------------------------- |
| 2006年2月22日 | 非公認! 聖飢魔IIカヴァーアルバム VOICE | 古田新太 | 「BAD AGAIN 〜美しき反逆〜」 |                                     |
| 2014年6月11日 | 後半ドリーマー                         | 古田新太 | 「後半ドリーマー」           | 『カゴメ 野菜一日これ一本』CMソング |

### ユニットメンバー
1. ↑  古田新太、入野自由、日髙のり子、野中藍、森川智之、石田彰、櫻井孝宏